# American Laser Games
American Laser Games was een computerspelfabrikant van voornamelijk interactieve film voor arcade waarbij de besturing gebeurde met een lichtpistool. De spellen stonden op een laserdisc. Het bedrijf werd in 1988 opgericht door Robert Grebe en de hoofdzetel was in Albuquerque in New Mexico. Hun eerste commerciële succes was Mad Dog McCree, een lightgun shooter dat zich afspeelde in het Wilde Westen.
Toen in de huiskamers meer en meer personal computers en spelconsoles verschenen met een cd-rom-lezer begon het bedrijf zijn spellen te porten naar deze systemen, waaronder Sega CD, Cd-i, DOS en 3DO. Voor deze laatste twee platformen bracht het bedrijf zelfs aangepaste hardware uit zoals de PC Gamegun en 3DO Game Gun.
Toen het hoogtepunt van interactieve film rond 1995 voorbij was, begon het bedrijf zich meer en meer te richten op "computerspellen speciaal voor meisjes". Deze spellen kwamen uit onder het merk Her Interactive. Het eerste spel was McKenzie & Co. Deze koerswijziging zorgde ervoor dat American Laser Games uiteindelijk werd opgedoekt en werd ondergebracht in Her Interactive. In 2000 kocht Digital Leisure de rechten op van de spellen van American Laser Games en bracht deze opnieuw uit voor enkele andere systemen.

## Spellen

### Lichtgeweer
- Mad Dog McCree (1990)
- Who Shot Johnny Rock? (1991)
- Space Pirates (1992)
- Mad Dog II: The Lost Gold (1992)
- Gallagher's Gallery (1992)
- Crime Patrol (1993)
- Crime Patrol 2: Drug Wars (1994)
- The Last Bounty Hunter (1994)
- Fast Draw Showdown (1994)
- Shootout at Old Tucson (1994)

### Andere spellen
- Mazer
- Way of the Warrior
- OrbAtak
- McKenzie & Co.
- McKenzie & Co. : More Friends
- The Vampire Diaries
- Battles in Time